# Stapelsjön
Stapelsjön är en sjö i Norrköpings kommun i Östergötland och ingår i Motala ström-Söderköpingsåns kustområde. Sjön har en area på 0,0555 kvadratkilometer och ligger 2,9 meter över havet.

## Delavrinningsområde
Stapelsjön ingår i det delavrinningsområde (649226-155660) som SMHI kallar för Rinner mot Bosöfjärden sek namn. Medelhöjden är 13 meter över havet och ytan är 31,27 kvadratkilometer. Det finns inga avrinningsområden uppströms utan avrinningsområdet är högsta punkten. Avrinningsområdets utflöde mynnar i havet, utan att ha någon enskild mynningsplats. Avrinningsområdet består mestadels av skog (60 procent), öppen mark (15 procent) och jordbruk (23 procent). Avrinningsområdet har 0,14 kvadratkilometer vattenytor vilket ger det en sjöprocent på 0,5 procent.